# Горбанчук Юхим Онуфрійович
Юхим Онуфрійович Горбанчук (нар. 5 березня 1895, село Зофіпіль, тепер село Софіївка Хмільницького району Вінницької області — 8 грудня 1969, місто Хмельницький) — український медик, заслужений лікар України, перший Почесний громадянин Хмельницького (1966); учасник двох світових воєн. Депутат Верховної Ради Української РСР 5-го скликання.

## Біографія
Народився в багатодітній селянській родині. У 1913 році закінчив Літинську гімназію.
1914 року був мобілізований до російської імператорської армії. Рядовим солдатом воював у Першій Світовій війні. За мужність проявлену в боях нагороджений Георгіївським хрестом 4-го ступеня.
У 1918—1920 роках — вчитель Зофіпільської початкової школи на Вінниччині.
У 1920—1922 роках — завідувач Літинського повітового (районного) відділу землевпорядкування Подільської губернії.
У 1922—1927 роках — студент Київського медичного інституту, який закінчив з відзнакою.
Після закінчення інституту працював хірургом Старосинявської районної та Проскурівської окружної лікарень, головним лікарем-хірургом Вовковинецької районної лікарні та головним лікарем-хірургом Проскурівської лікарні Кам'янець-Подільської області.
У 1939 році був мобілізований до Червоної армії, брав участь у захопленні західноукраїнських земель у вересні 1939 року. У 1940 році служив хірургом під час війни з Фінляндією.
Член ВКП(б) з 1940 року.
Під час Німецько-радянської війни — провідний хірург фронтових шпиталів.
З 1945 по 1964 рік — головний лікар-хірург Кам'янець-Подільської (Хмельницької) обласної лікарні у місті Проскурові (згодом Хмельницькому).
Потім — персональний пенсіонер у місті Хмельницькому.

## Нагороди
- два ордени Трудового Червоного Прапора
- заслужений лікар Української РСР
- Почесний громадянин міста Хмельницького — присвоєно рішенням 8-ї сесії Хмельницької міської Ради депутатів трудящих від 23 березня 1966 року.